# Itatins
Itatim (em castelhano:  Itatines) foi uma região geográfica localizada onde hoje é o oeste do estado brasileiro de Mato Grosso do Sul. Foi parte do Império Espanhol como uma província pertencente ao Governo do Rio da Prata e do Paraguay até seu desmembramento em 1617, quando foi incluída no Governo do Paraguai. Os limites da província eram: a leste a Serra de Maracaju, a oeste o Rio Paraguai, ao sul o Rio Apa e ao norte o Rio Taquari, ou seja a parte ocidental do território que hoje corresponde ao Estado do Mato Grosso do Sul. A região era povoada por tribos de índios Guaranis, ancestrais dos Caiouás. 

## Etimologia
"Itatins" provém do tupi antigo itatĩ, que significa "pedras pontudas", a partir da junção dos termos itá ("pedra") e atĩ ("pontudo").

## História
Itatim (em português) ou Itatín (em espanhol) foi o nome dado a um porto no Rio Paraguai, situado ao norte da confluência com o Rio Apa. A referência a esse lugar pode ser encontrada em documentos datados de 1543. Documentos posteriores se referem a uma Província do Itatim, localizada na margem oriental do Rio Paraguai, entre os rios Taquari, ao norte, e Apa, ao sul.
Relatos indicam que Aleixo Garcia teria passado pelo lugar na década de 1520, em sua expedição em busca de metais preciosos no oeste do continente.
Exploradores espanhóis passaram pelo lugar como: Domingo Martínez de Irala, em 1548, e Ñufjo de Chaves, em 1564, em busca de riquezas no oeste do continente.
Em 1580, Ruy Díaz Melgarejo fundou a cidade de Santiago de Xerez às margens do Rio Miranda, próximo ao atual distrito de Albuquerque, no município de Corumbá. Após o ataque de índios guaicurus, a cidade foi abandonada. Em 1593, Ruy Díaz de Guzmán restabeleceu a cidade às margens do Rio Aquidauana, próximo ao município de Aquidauana, porém, posteriormente, a cidade foi atacada por bandeirantes paulistas e foi novamente abandonada pelos espanhóis.
Em 30 de novembro de 1596, o governador Juan Ramírez Velazco destinou nativos da região para encomiendas em Assunção, fato repetido em 12 de novembro de 1597.

### Reduções jesuíticas
Em 1612, o jesuíta Francisco San Martín recebeu, em Guarambaré, uma comissão formada por três nativos que residiam das proximidades de Santiago de Xerez, que solicitavam a formação de uma redução naquela região para que os nativos pudessem ter um refúgio contra a ação dos encomienderos.
Em 1631, após a destruição das reduções situadas no território que atualmente corresponde ao oeste do Estado do Paraná, pela ação dos bandeirantes, alguns jesuítas liderados Diego Ferrer, que participavam da administração daquelas reduções, juntamente com alguns nativos que residiam naquelas reduções e fugiam dos bandeirantes, foram enviados, por Antônio Ruiz de Montoya, para fundar reduções na região do Itatim.
Dentre os liderados por Diego Ferrer, podem-se citar Mateo Fernandez, que foi designado para atender os colonos que viviam em Santiago de Xerez; Justo Manzilla, Nicolas Ignacio e Ignacio Martinez.
Entre 1631 e 1633, foram fundadas quatro reduções na região:
- Em 1631, foi fundada a redução de "San José", na região do Araquay (Iaquari - parte do Rio Pilcomayo), que era liderada por Nicolas Ignacio, que conseguiu reunir cerca de 300 famílias de índios já batizados, mas que viviam conforme seus próprios costumes, os bandeirantes se aproveitaram de uma ausência temporária do Padre Nicolas para atacar e subjugar seus moradores.
- Também em 1631, foi fundada a redução de "Los Angeles", liderada por Ignacio Martinez, que agrupava nativos da etnia Ñaeumitang, liderados pelo cacique Tataguaçu. Essa redução reuniu 200 famílias. Quando os nativos, instruídos por Martinez, fugiram do povoado quando souberam da aproximação dos bandeirantes.
- Em 1632, foi fundada a redução de "Encarnacion", nos lagos de Guarambarés, liderada por Justo Manzilla. Essa redução agrupava cerca de 500 famílias da etnia Taragui (Yutay).
- Em 1633, foi fundado a redução de denominada como: "Aposteles San Pedro e San Pablo", liderada por Diego Ferrer, agrupava nativos liderados pelo cacique Ñanduabusú.

Em 1633, todas essas reduções foram destruídas por bandeirantes liderados Ascenso Quadros e André Fernandes, aos quais se juntaram habitantes de Santiago de Xerez, que foi completamente abandonada.
Em 1634, aqueles que conseguiram fugir, fundaram as reduções de "Nuestra Señora de Fe de Taré", com 500 famílias, e "San Ignacio de Caaguaçú", com 200 famílias. A primeira era a mais próxima do Rio Paraguai e devia "servir de ponte" para passar para outra margem do rio. Com esse deslocamento para oeste, outros povos passaram a integrar a redução, como os gualachos, os guatós e os paiaguás.
A redução de "Nuestra Señora de Fe de Taré" agrupava nativos que antes tinham sido liderados pelos jesuítas Vicente Hernández e Vicente Badia que eram bastante estimados pelo cacique Diego Paracu, líder dos Araquay (um subgrupo da etnia guarani) e de um povoado denominado como "Taré". pode-se citar a atuação dos jesuítas Domingo Muñoa e Christóval de Arenas entre esses nativos.
Era situada a cerca de 100 léguas de Assunção e 40 léguas ao norte de "San Ignacio de Caaguaçú", na margem sul do Rio Miranda, numa localização muito próxima à foz desse rio que deságua no Rio Paraguai.
Dentre os fatores que contribuíram para agregar nativos nessa redução, podem-se citar: a libertação de Ñanduabuçu e de caciques como Diego Paracu, que haviam sido aprisionados pelos bandeirantes, além do acesso ao acesso ao gado bovino trazido de Assunção, mudas de novas plantas, instrumentos de ferro como machados e instrumentos de tecelagem.
Os nativos que habitavam as reduções eram considerados súditos formais da coroa espanhola e, portanto, isentos da "encomienda" (trabalho compulsório) para os (encomienderos) colonos espanhóis, apesar de serem obrigados a pagar tributos e a prestar serviços militares quando solicitados. Essas reduções estavam localizadas nas margens dos rios Miranda, Aquidauana e Apa.
Nesse contexto, a conversão ao cristianismo era uma alternativa para livrar-se da submissão aos encomendeiros.
O pagamento do tributo anual para a coroa e a importação de itens não produzidos nas reduções era possível por meio da produção e exportação de erva-mate.
Em 1639, chegaram novos jesuítas na região, liderados por Pedro Romero: Manuel Berthod, Barnabé de Bonilla, Domingo Muñoa e Cristoval de Arenas.
Em 1639, os habitantes da redução de "San Ignacio de Caaguaçú" derrotaram os bandeirantes liderados por Pascual Leite Pais.
O período compreendido entre 1639 e 1647 é considerado o mais próspero para ambas as reduções do Itatim.
Devido à atuação do jesuíta Alonso Arias, alguns nativos da etnia guató, que habitam terras a leste do Rio Paraguai, deslocaram-se para a margem oeste e passaram a integrar aquela redução.
Em 22 de março de 1645, o padre Romero, que dirigiu-se para oeste do Rio Paraguai para evangelizar nativos daquela região, foi assassinado por nativos da etnia chiriguana.
Em 1647, a redução de "Nuestra Señora de Fe de Taré" contava com cerca de 500 famílias e a de "San Ignacio de Caaguaçú", contava com um número ligeiramente superior.
No dia 08 de Setembro de 1647, o povoado foi atacado pelos bandeirantes. Naquela ocasião, cerca de 220 nativos foram foram aprisionados em suas casas. Os bandeirantes retiraram-se antes do amanhecer para onde estavam suas canoas. Os nativos conseguiram cercar os bandeirantes a cerca de uma légua do povoado. Na tentativa de resgate morreram seis nativos e um bandeirante, enquanto muitos outros ficaram feridos.
Alguns nativos de San Ignacio de Caaguaçu, juntaram-se à perseguição aos bandeirantes.
Após esse ataque, os habitantes de "Nuestra Señora de la Fe" decidiram se deslocar para as proximidades de San Ignacio de Caaguaçu para criar melhores condições para uma defesa conjunta contra novos ataques de bandeirantes.
No dia 11 de agosto de 1648, faleceu o padre Domingo de Muñoa.
Em 1º de novembro de 1648, a redução sofreu um novo ataque de bandeirantes chefiados por Raposo Tavares.
Após mais esse outro ataque, os poucos remanescentes chegaram com a maior brevidade possível na redução de San Ignacio de Caaguaçu, onde encontram-se com jesuíta Justo Mansilla que fracassara em seu objetivo de trazer mais armas para a defesa de Caaguaçu devido a recomendações contrárias do Bispo de Assunção, Dom Bernardino de Cárdenas.
Pouco tempo depois, a redução de San Ignacio de Caaguaçu foi atacada por bandeirantes que capturaram o padre Christóval de Arenas e diversos nativos. O padre Alonso Arias agrupou cerca de 200 nativos para combater os bandeirantes, entretanto, esse grupo teve que enfrentar uma bandeirada bem armada, que contava, inclusive, com 7 peças de artilharia, armado apenas com 26 armas de fogo e arcos e flechas. Desse modo, apesar de conseguir alguns êxitos, como a libertação do padre Christóval de Arenas, em 7 de novembro de 1648, e alguns cativos, foi derrotado, sendo padre Alonso morto quando tentava fugir do cerco dos bandeirantes.
Após deslocar-se para o sul, até chegar às margens do Rio Ipané, em terras que hoje pertencem ao Paraguai, os refugiados acamparam à espera do socorro de soldados espanhóis, enviado pelo governador Diego de Escobar y Osorio, que demorou quase de um mês para chegar.
Os soldados traziam ordens para substituir os jesuítas no comado dos nativos oriundos do Itatim, por um clérigo nomeado pelo bispo de Assunção.
Em 1649, os refugiados das reduções jesuíticas do Itatim fixaram-se nas proximidades do Rio Tebiquari, em terras que atualmente pertencem ao Paraguai. Nessa época, restavam apenas 300 das 1.000 famílias que residiam em ambas as reduções do Itatim. Essa famílias foram dividas em dois grupos, ficando metade em Ipané e as outras em Aguaranambi.
Em 7 de março 1650, o comando dos nativos oriundos do Itatim foi restituído aos jesuítas Justo Mansilla e Barnabé de Bonilla por ordem do Vice-rei do Rio da Prata, que foi cumprida pelo novo governador do Paraguai, Sebastian de Leon y Zárate.
Nesse contexto, os jesuítas conseguiram reunir nativos que tinham fugido para até 70 léguas além da margem oeste do Rio Paraguai, e conseguiram retornar à região do Itatim, para onde permaneceram até 1659, quando decidiram transferir os nativos para as proximidade de Assunção. A redução manteve o mesmo nome até 1707, quando foi desmembrada em uma outra redução, denominada como: Santa Rosa.
Depois que abandonaram a região do Itatim, e os nativos oriundos daquela região fixaram-se nas proximidades das reduções de Guarambaré e Ipané. Manuel Berthod e Barnabé Bonilla foram encarregados de reagruparem os nativos oriundos do Itatim e conseguiram reunir cerca de 800 famílias, que vieram, em 1669, constituir, mais ao sul, na região do Rio Paraná, nas proximidades de San Ignacio Guazu, as reduções de Santa Maria da Fé e de Santiago.

### Costumes dos povos nativos
Segundo Diego Ferrer, os nativos daquela região falavam um dialeto do guarani com mais elementos comuns com a língua tupi do que os dialetos falados por outros guaranis, razão pela qual, poderiam ser descendentes de nativos da etnia tupi que migraram para o ocidente, ou mais especificamente: descendentes dos temiminós.
Dentre outros hábitos dos nativos daquela região, podem-se citar:
- a prática de uma modalidade esportiva na qual os competidores corriam carregando um tronco de madeira com mais de 30 quilos nas costas;
- a utilização de flechas envenenadas em tempos de guerra;
- a utilização de cavalos para caçar veados;
- utilização de vestidos de algodão com listas multicoloridas;
- maioria dos homens casa-se apenas com uma mulher, mas o casamento não é uma instituição permanente;
- enterro dos mortos em urnas ou vasilhas;
- prática de um jogo com uma bola feita de goma, semelhante ao que era praticado entre os guarayos na Bolívia;
- tatuagens feitas por mulheres;
- viviam em aldeias, cuja população variava entre 100 e 200 famílias[3].